# Sidney Robinson
Sidney Robinson (Sidney John „Sid“ Robinson; * 1. August 1876 in Denton, Northamptonshire; † 3. Februar 1959 in Long Sutton, Lincolnshire) war ein britischer Langstrecken- und Hindernisläufer, der 1900 Olympiasieger wurde.

## Leben
Sidney Robinson war Sohn des Tischlers William Robinson, der auch gleichzeitig Leiter der Poststation in Denton war. Sidney hatte eine ältere und drei jüngere Schwestern. Wie sein Vater, so erlernte auch er den Beruf des Tischlers, den er zeit seines Lebens ausübte.
Sein sportliches Interesse führte Robinson zum Northampton Cycling & Athletic Club. Hier entwickelte er augenfällig koordinative Fähigkeiten, die ihn für den Hindernislauf und Crosslauf prädestinierten. Bei der erst seit 1864 wettkampfmäßig ausgetragenen Leichtathletikdisziplin Hindernislauf existierten zu jener Zeit noch keine bestimmten Standards für Hindernisse, Untergrund und Streckenlänge. Jeder Lauf, auch Meisterschaftslauf, stellte neue Anforderungen. 1896 erzielte Robinson seinen ersten Sieg bei den englischen Meisterschaften im Hindernislauf. 1897 und 1898 gewann er die Meisterschaften der English Cross Country Union (ECCU). Robinson verfügte aber auch über eine exzellente Ausdauer, die er 1898 mit seinem Sieg bei den Meisterschaften der Amateur Athletic Association (AAA), was den britischen Meisterschaften entsprach, über zehn Meilen unter Beweis stellte.
Das Jahr 1900 stellte zweifellos den Höhepunkt der sportlichen Karriere von Sidney Robinson dar. Eine Woche vor Beginn der leichtathletischen Wettbewerbe bei den Olympischen Spielen in Paris fanden in London die britischen Meisterschaften statt, bei denen auch viele Athleten aus den Vereinigten Staaten zur Vorbereitung auf die Spiele teilnahmen. Robinson überzeugte erneut mit einem Sieg über 10 Meilen. Seinen zweiten Sieg erzielte er beim Hindernislauf über zwei Meilen (3218 Meter) und 12 Hindernisse, damals noch ohne Wassergraben. Die Zeit von 11:18,8 min hatte historische Bedeutung, denn es war die erste als Weltrekord bezeichnete Leistung in dieser Leichtathletikdisziplin.
Der Hindernislauf stand 1900 erstmals auf dem Programm der Olympischen Spiele, und das Interesse an dieser noch jungen Disziplin war so groß, dass man gleich zwei Läufe durchführte. Der erste Lauf über 2500 Meter, bei der in jeder Runde von 500 Meter eine Hürde, eine Mauer und ein Wassergraben zu überwinden waren, beendete Sidney Robinson als Zweiter, ohne den Sieger George Orton aus Kanada jemals gefährden zu können. Der zweite Lauf über 4000 Meter fand bereits am folgenden Tag statt und verlief deutlich spannender. Orton, im Gegensatz zu Robinson vom Lauf des Vortages entkräftet, spielte diesmal bei der Entscheidung keine Rolle. Dafür hatte Robinson Konkurrenz durch seine Landsleute John Rimmer und Charles Bennett bekommen, die am Vortag nicht gestartet waren. Nur knapp musste Robinson sich ihnen geschlagen geben und sank als Dritter im Ziel vollkommen erschöpft zu Boden.
Im weiteren Verlauf der Spiele gewann Sidney Robinson in einem gemeinsamen britisch-australischen Team schließlich eine Goldmedaille im 5000-Meter-Mannschaftslauf, zusammen mit seinen Teamkollegen John Rimmer, Charles Bennett, Alfred Tysoe und dem Australier Stan Rowley, vor dem Team aus Frankreich. Bei diesem Lauf, in dem alle Läufer einer Mannschaft gemeinsam an den Start gingen und die Teamwertung über die Platzziffer entschieden wurde, belegte Robinson den sechsten Platz.
Auch nach den Spielen hatte Robinson einige sportliche Erfolge aufzuweisen. Mit zwei weiteren Siegen im Hindernislauf bei den britischen Meisterschaften 1901 und 1903 errang er insgesamt vier Titel und bestätigte damit seine Überlegenheit in dieser Disziplin. Als Crossläufer beteiligte er sich an Länderwettkämpfen zwischen England und Frankreich, die Vorläufer des späteren Cross der Nationen waren.

## Platzierungen bei Olympischen Spielen
- II. Olympische Spiele 1900, Paris
  - 5000 m Mannschaft – Gold im Mixed Team (Silber an Frankreich)
  - 2500 m Hindernislauf – Silber mit 7:35,8 min (Gold an George Orton aus Kanada mit 7:34,4 min; Bronze an Jean Chastanié aus Frankreich mit 7:42,0 min)
  - 4000 m Hindernislauf – Bronze mit 12:58,8 min (Gold an John Rimmer aus dem Vereinigten Königreich, mit 12:58,4 min; Silber an Charles Bennett aus dem Vereinigten Königreich, mit 12:58,6 Min.)

Anmerkung: Mit Ausnahme der Zeit des Siegers sind die Laufzeiten geschätzt, da es für die Platzierten keine Zeitmessung gab. Bei ihnen wurde der Rückstand auf den Sieger oder Vorplatzierten mit einer Längenangabe festgestellt.
Auch wenn es bei den Spielen 1900 eine Auszeichnung der ersten drei Plätze in der heutigen Form mit Gold-, Silber- und Bronzemedaille nicht gegeben hatte, so stellt das Erreichen von jeweils einem der ersten drei Plätze nach heutigen Maßstäben den Gewinn eines so genannten Medaillensets dar und wird sportlich als außergewöhnliche Leistung betrachtet. So gesehen gehört Sidney Robinson zu den herausragenden Sportlern bei Olympischen Spielen.